# Prima Categoria Umbria 1972-1973
Nella stagione 1972-1973 in Umbria il massimo livello regionale continuava ad essere la Prima Categoria, campionato giunto alla quattordicesima edizione.
Questo è il girone unico organizzato dal Comitato Regionale Umbro.

## Aggiornamenti
Cambi di denominazione:
- da Ortana ad Orte Filesi

## Squadre partecipanti
| Squadra          | Città (provincia)                       | Stagione 1971-1972                         |
| ---------------- | --------------------------------------- | ------------------------------------------ |
| Acquasparta      | Acquasparta (TR)                        | 1° in Seconda Categoria Umbria/B, promossa |
| Angelana         | Santa Maria degli Angeli di Assisi (PG) | 18° in Serie D/E, retrocessa               |
| Assisi           | Assisi (PG)                             | 14° in Prima Categoria Umbria              |
| Cortona Camucia  | Cortona (AR)                            | 7° in Prima Categoria Umbria               |
| Deruta           | Deruta (PG)                             | 10° in Prima Categoria Umbria              |
| Grifo Cannara    | Cannara (PG)                            | 4° in Prima Categoria Umbria               |
| Gualdo           | Gualdo Tadino (PG)                      | 12° in Prima Categoria Umbria              |
| Narnese          | Narni (TR)                              | 2° in Prima Categoria Umbria               |
| Nestor           | Marsciano (PG)                          | 4° in Prima Categoria Umbria               |
| Orte Filesi      | Orte (VT)                               | 4° in Prima Categoria Umbria               |
| Ponte Felcino    | Ponte Felcino di Perugia                | 11° in Prima Categoria Umbria              |
| Pontevecchio     | Ponte San Giovanni di Perugia           | 3° in Prima Categoria Umbria               |
| SI.LA. San Sisto | San Sisto di Perugia                    | 13° in Prima Categoria Umbria              |
| Tavernelle       | Tavernelle di Panicale (PG)             | 9° in Prima Categoria Umbria               |
| Tiberis          | Umbertide (PG)                          | 1° in Seconda Categoria Umbria/A, promossa |
| Todi             | Todi (PG)                               | 9° in Prima Categoria Umbria               |

## Classifica finale
|  | Pos. | Squadra            | Pt | G  | V  | N  | P  | GF | GS | DR  |
|  | ---- | ------------------ | -- | -- | -- | -- | -- | -- | -- | --- |
|  | 1.   | Camucia di Cortona | 45 | 30 | 18 | 9  | 3  | 42 | 17 | +25 |
|  | 2.   | Orte Filesi        | 41 | 30 | 17 | 7  | 6  | 43 | 19 | +24 |
|  | 3.   | Narnese            | 35 | 30 | 13 | 9  | 8  | 34 | 28 | +6  |
|  | 4.   | Deruta             | 34 | 30 | 14 | 6  | 10 | 31 | 30 | +1  |
|  | 5.   | Grifo Cannara      | 33 | 30 | 10 | 13 | 7  | 34 | 27 | +7  |
|  | 5.   | Pontevecchio       | 33 | 30 | 12 | 9  | 9  | 29 | 22 | +7  |
|  | 7.   | Tiberis            | 31 | 30 | 11 | 9  | 10 | 32 | 33 | -1  |
|  | 8.   | Todi               | 30 | 30 | 10 | 10 | 10 | 26 | 23 | +3  |
|  | 9.   | Angelana           | 29 | 30 | 10 | 9  | 11 | 37 | 35 | +2  |
|  | 10.  | Gualdo             | 28 | 30 | 10 | 8  | 12 | 33 | 33 | 0   |
|  | 10.  | Assisi             | 28 | 30 | 7  | 14 | 9  | 26 | 35 | -9  |
|  | 12.  | Nestor             | 27 | 30 | 10 | 7  | 13 | 29 | 37 | -8  |
|  | 13.  | SI.LA. San Sisto   | 26 | 30 | 8  | 10 | 12 | 27 | 33 | -6  |
|  | 14.  | Ponte Felcino      | 25 | 30 | 7  | 11 | 12 | 25 | 30 | -5  |
|  | 15.  | Tavernelle         | 19 | 30 | 4  | 11 | 15 | 24 | 45 | -21 |
|  | 16.  | Acquasparta        | 16 | 30 | 5  | 6  | 19 | 25 | 50 | -25 |

Legenda:

      Promossa in Serie D 1973-1974.
      Retrocessa in Seconda Categoria Umbria 1973-1974.
Regolamento:

Due punti a vittoria, uno a pareggio, zero a sconfitta.
Pari merito in caso di pari punti.
Spareggio in caso di pari punti fra le prime classificate.
Differenza reti in caso di parità di punti in zona retrocessione.
Note:

Il Tavernelle è stato successivamente ripescato.